# Ezio Meneghello
Ezio Meneghello (Verona, 13 novembre 1919 – Verona, 11 ottobre 1987) è stato un calciatore italiano, di ruolo difensore.

## Carriera
Con la maglia dell'Ambrosiana-Inter ha vinto due scudetti, nelle annate 1937-1938 e 1939-1940.

## Palmarès

### Club

#### Competizioni nazionali
- Campionato italiano: 2

Ambrosiana-Inter: 1937-1938, 1939-1940
- Coppa Italia: 1

Ambrosiana: 1938-1939